# Schaumburg (Burg)

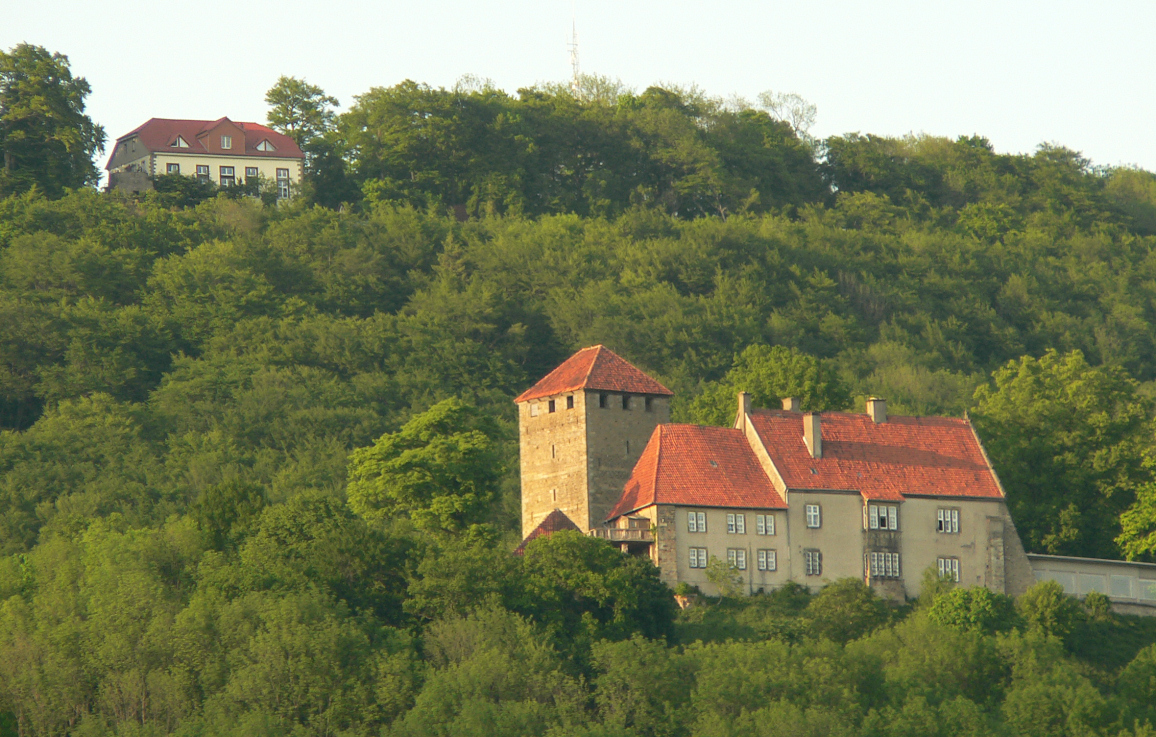
Paschenburg und Schaumburg (unterhalb) vom Wesertal gesehen

Die Schaumburg ist eine Höhenburg auf dem Gebiet der Stadt Rinteln im Landkreis Schaumburg in Niedersachsen. Der Burgname, ehemals Schauenburg, beruht vermutlich auf dem weiten Ausblick in das Wesertal. Sie ist namensgebend für das Geschlecht der Grafen von Schauenburg und Holstein und das Schaumburger Land, dessen Wahrzeichen die Burg seit dem 13. Jahrhundert darstellt. Der Landkreis Schaumburg trägt deshalb das Nesselblatt aus dem Stammwappen der Grafen von Schaumburg in seinem Wappen.

## Lage
Die Burg steht zwölf Kilometer östlich der Rintelner Kernstadt in einem Waldgebiet auf dem 225 Meter hohen und kegelförmigen Nesselberg im Wesergebirge, oberhalb der Weser im Weserbergland. Unterhalb am Bergfuß liegt der Rintelner Ortsteil Schaumburg (früher Rosenthal).

## Geschichte
Auf dem Nesselberg soll im 12. Jahrhundert ein Jagdhaus gestanden haben, das dem Rodenberger Adolf von Santersleben gehörte. Sein Sohn, Adolf I. von Schaumburg, erbaute die Burg auf den Resten einer Vorgängeranlage und nannte sich fortan Edler von Schaumburg. In Chroniken ist sie erstmals für das Jahr 1110 bezeugt, ihre erste urkundliche Erwähnung stammt aus dem Jahr 1119. Seitdem war die Burg der Stammsitz der Grafen von Schaumburg, die im 13. Jahrhundert bei der Binnenkolonisation des Oberwesergebietes, Ostholsteins und Mährens eine bedeutende Rolle spielten. Unter Graf Otto I. wurde die Burg um 1390 durch den Bau der Ringmauer um die untere Burg im Norden und die Errichtung des unteren Torturms ausgebaut. Der Palas in der Oberburg wurde 1521 auf den alten Fundamenten im Renaissancestil neu errichtet. Ab 1517 diente die Burg nur noch als Witwensitz; ihre letzte Bewohnerin war Elisabeth von Schaumburg, die 1646 verstarb. 1637 wurden die ursprünglichen Toröffnungen des Bergfrieds zugemauert und die Zuwegung an ihm vorbei geführt.
Im Jahre 1640 starb mit Graf Otto V. die Hauptlinie der Schaumburger aus. Die Grafschaft wurde zwischen Braunschweig-Lüneburg, den Grafen von Lippe und Hessen-Kassel geteilt. Die Burg kam zu Hessen-Kassel und wurde Sitz des Amtes Schaumburg. Ab 1821 wurde sie von der nahe gelegenen Staatsdomäne Coverden genutzt und verfiel allmählich.
Nachdem die Burg 1866 mit der Annexion von Hessen-Kassel (Kurhessen) durch Preußen in preußischen Besitz übergegangen war, wurde sie 1873 als Gasthaus hergerichtet. Am 16. April 1907 schenkte Kaiser Wilhelm II. die Schaumburg Fürst Georg und Fürstin Marie Anna von Schaumburg-Lippe zur Silberhochzeit, in der Folge wurde die Burg 1908–1912 unter Leitung des Architekten Albrecht Haupt aufwändig restauriert. Dabei wurden die Gebäude der unteren Burg erneuert und der Bergfried auf seine heutige Höhe von 30 Metern aufgemauert. Der Erste Weltkrieg verhinderte weitere Maßnahmen auf der Oberburg. 1945 wurden die Gebäude durch amerikanischen Artilleriebeschuss beschädigt.
Ab 1999 fand für einige Jahre jeweils im September ein Mittelaltermarkt statt, der mittlerweile eingestellt wurde. 2017 schloss die Burggaststätte, der Pächter beklagte unter anderem einen hohen Investitionsstau in der Gaststätte. 2020 war eine Nachnutzung noch unklar, im selben Jahr hatte die Fürstliche Hofkammer des Hauses Schaumburg-Lippe während der COVID-19-Pandemie alle ihre gastronomischen Betriebe geschlossen. 2022 wurde bekannt, dass ein Unternehmerehepaar aus dem engeren Familienkreis von Alexander zu Schaumburg-Lippe die Burg vom Haus Schaumburg-Lippe erworben hat. Sie soll einer mehrjährigen Sanierung unterzogen werden und der Öffentlichkeit erhalten bleiben.

## Baubeschreibung
Die Burg gliedert sich in eine tiefer gelegene Vorburg und eine höher gelegene Hauptburg. Die älteste Burg lag auf dem oberen Plateau im Süden und umfasste ein Oval von 100 × 60 m Größe. Sie war durch eine 1,30 m starke Ringmauer und einen zum Teil in den Felsen gehauenen Graben mit nach außen vorgelagertem Wall befestigt. Nach den Ausgrabungsbefunden lehnten sich an die in opus-spicatum-Technik ausgeführte Ringmauer mehrere Gebäude an. Im Osten besteht heute noch ein „Kühner Henke“ oder „Glockenturm“ genannter Eckturm. Der Bergfried deckte ursprünglich als Torturm den Aufgang zur Hauptburg. Zur mittelalterlichen Burg zählen auch die Keller des in seiner heutigen Form 1559 im Renaissancestil errichteten Palas. Das zweistöckige Gebäude nördlich des Palas könnte ebenfalls noch aus dem Mittelalter stammen. Unter dem 1963 errichteten, östlichen Anbau an den Palas wurden Teile eines unterkellerten Gebäudes entdeckt. Der Standort der hochmittelalterlichen Kapelle ist unbekannt, von ihr zeugen wahrscheinlich zwei bei Bauarbeiten gefundene Kapitellfragmente aus dem letzten Viertel des 12. Jahrhunderts. Aus der Zeit der ersten Burgerweiterung nach Norden stammt wahrscheinlich ein langrechteckiges Gebäude. Die Südwestecke der Burgerweiterung wurde früher durch den Rundturm „Wittschrieber“ gedeckt, der heute abgerissen ist. Im Süden stammt der Burggraben noch aus dem Mittelalter.
Von der mittelalterlichen Anlage stehen noch drei der ursprünglich vier Türme, darunter der mächtige aus dem 14. Jahrhundert stammende Bergfried, der heute als Aussichtsturm bestiegen werden kann. Im ehemaligen Herren- und früheren Amtshaus, das auch als Schloss Schaumburg bezeichnet wird, war von 1873 bis 2017 eine Gaststätte eingerichtet. Das ehemalige kleine Burgmuseum wurde in den 1970er Jahren aufgelöst, die Sammlung befindet sich heute im Schloss Bückeburg.

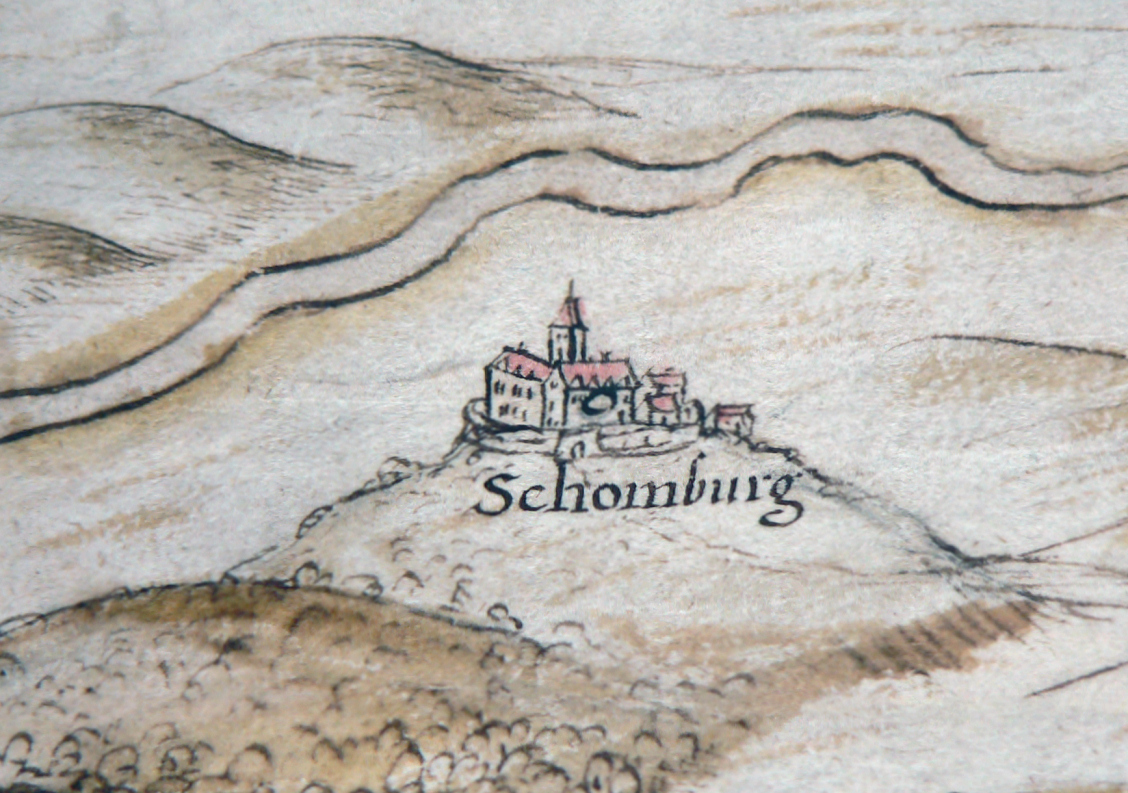
Darstellung der Schaumburg mit Weser um ca. 1590 für die Prozesse zur Hildesheimer Stiftsfehde, Zeichnung von Johannes Krabbe von 1591
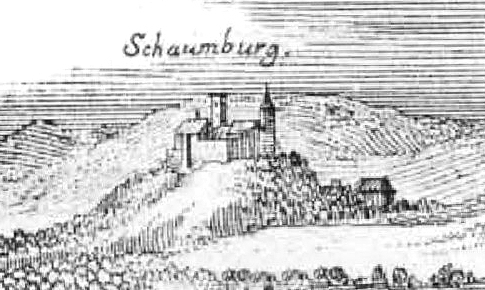
Merian-Stich um 1654
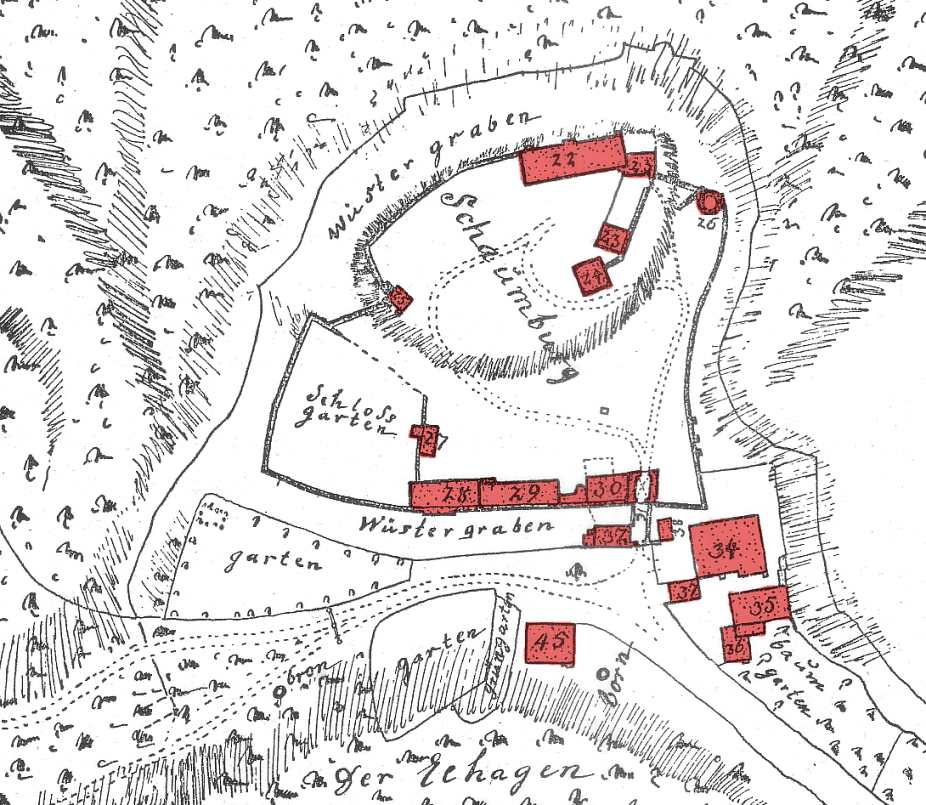
Karte des Burggeländes, 1736
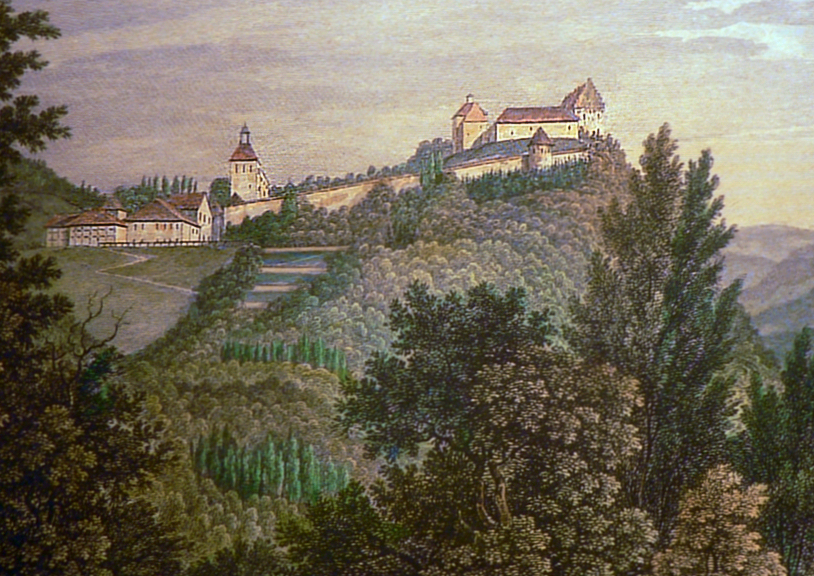
Ansicht mit vollständig erhaltener Ringmauer um 1800
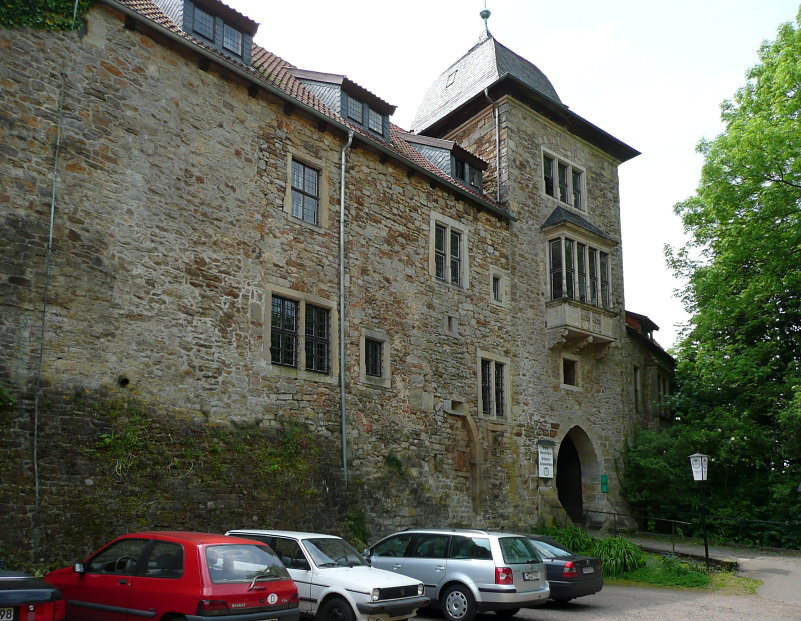
Torhaus und Torturm, früher mit Zugbrücke, von außen gesehen
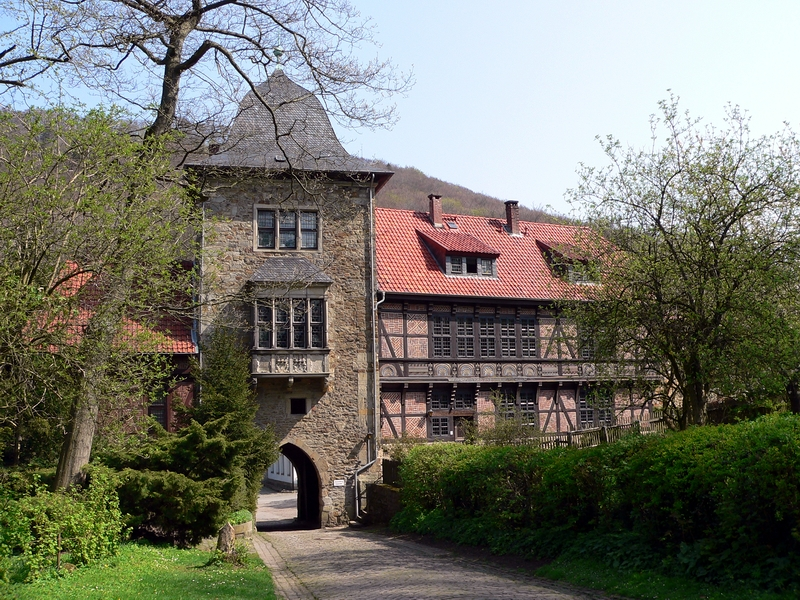
Torturm und Torhaus, von innen von der Hauptburg aus gesehen
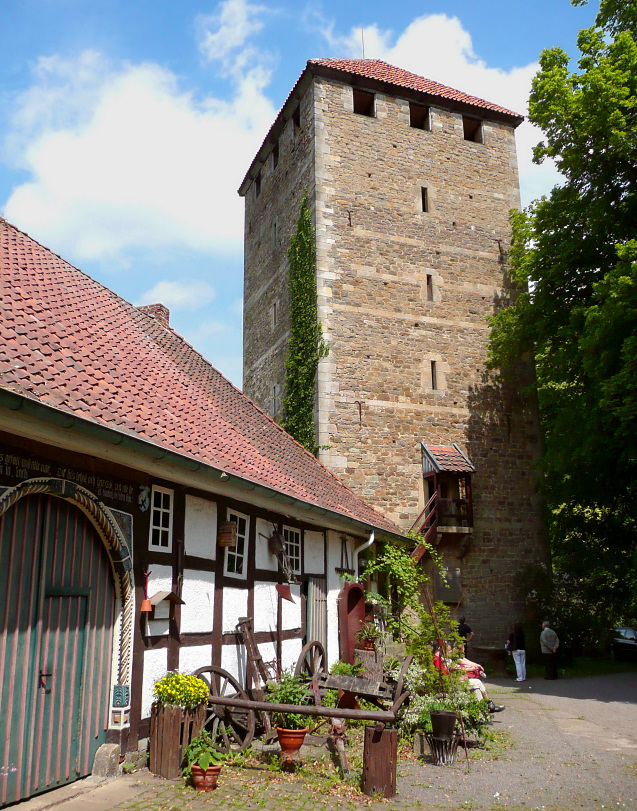
Bergfried im Innenhof der Hauptburg
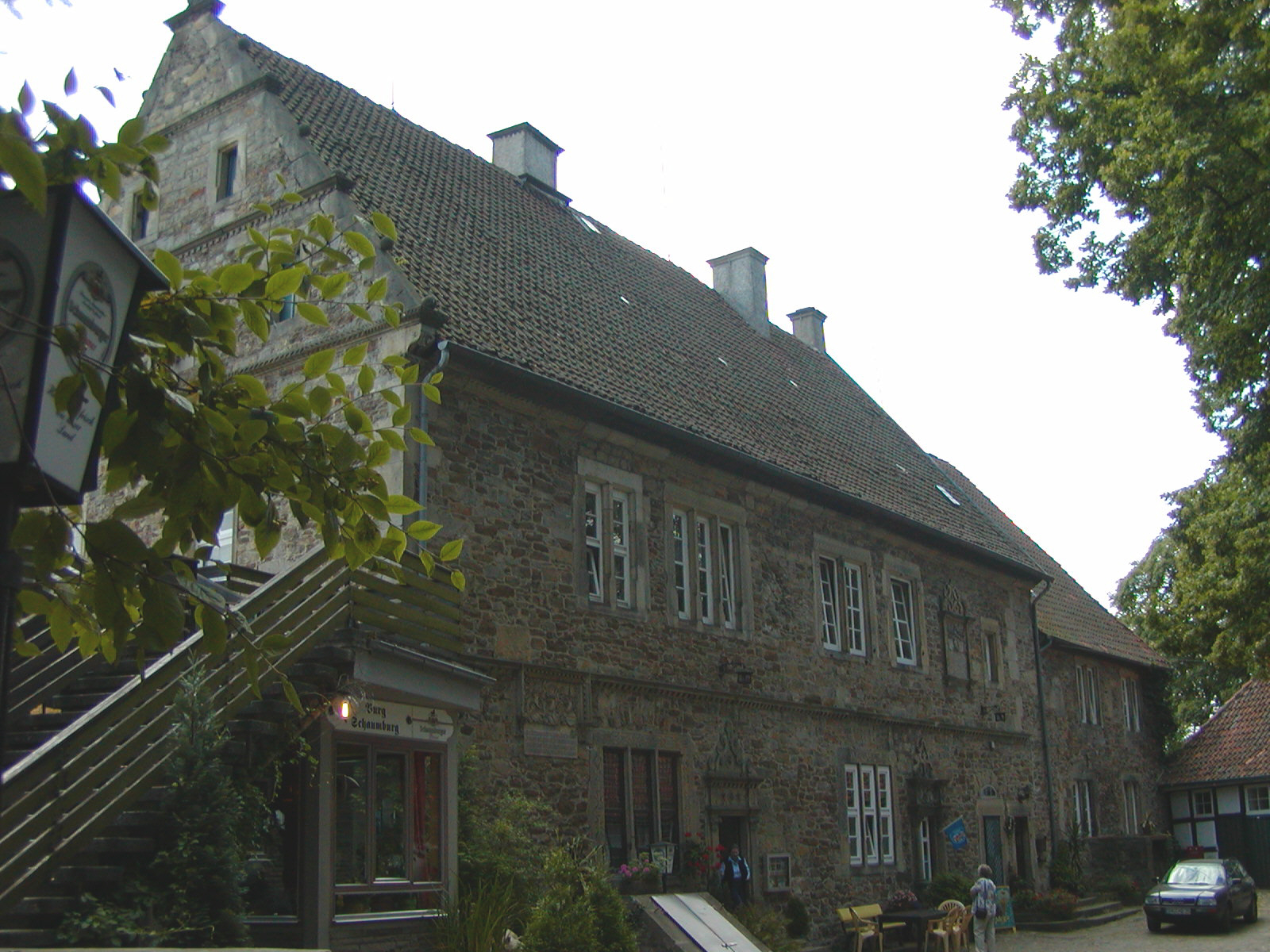
Herrenhaus im Burginnenhof

## Blutlinde

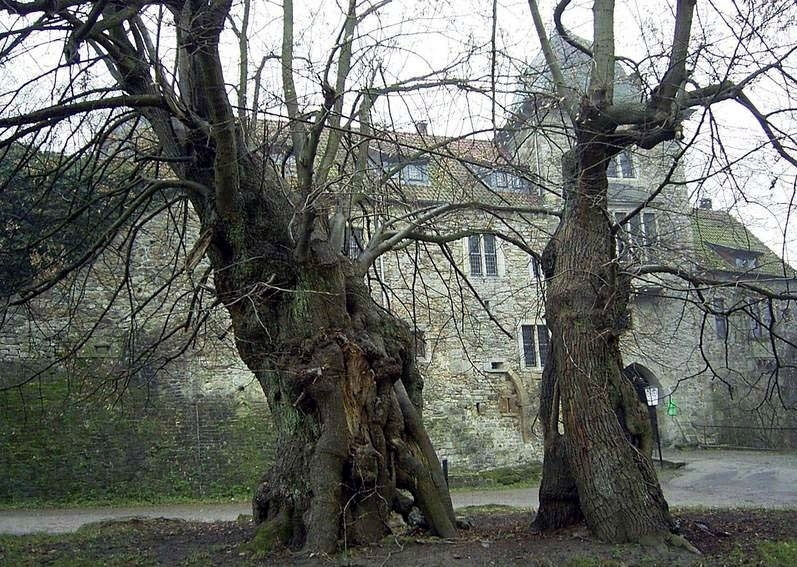
Die Blutlinde auf dem Platz vor dem Burgeingang

Außerhalb der Schaumburg auf dem Zugangsplatz zur Vorburg steht eine etwa 600 Jahre alte Linde, die sogenannte „Blutlinde“. Auf sie bezieht sich folgende Sage: „So wahr dieses Lindenreis, das ich hier pflanze, grünen und blühen wird, bin ich unschuldig!“, soll eine junge Frau gesagt haben, die hier um 1400 in einem Hexenprozess zum Tode verurteilt wurde.

## Historische Kulturlandschaft
Burg Schaumburg und Umgebung ist eine 2,5 km² große historische Kulturlandschaft von landesweiter Bedeutung innerhalb des Kulturlandschaftsraums Zentrales Weserbergland.
Darin befinden sich die Burg Schaumburg, die Paschenburg, die Domäne sowie die Ortsteile Schaumburg und Rosenthal, die ein Ensemble mit funktionalem und kulturhistorischem Zusammenhang bilden. Die Zuordnung zu den Kulturlandschaften in Niedersachsen hat der Niedersächsische Landesbetrieb für Wasserwirtschaft, Küsten- und Naturschutz (NLWKN) 2018 getroffen. Ein besonderer, rechtlich verbindlicher Schutzstatus ist mit der Klassifizierung nicht verbunden.

## Windradkontroverse
Seit 2005 plant ein Investor, im Wesertal unterhalb der Schaumburg drei bis zu 150 m hohe Windräder zu errichten, die in der Sichtachse der Burg liegen und die freie Aussicht beeinträchtigen würden. Dagegen gab es Widerstand aus der Bevölkerung und Politik sowie mehrere Gerichtsverfahren. Aufgrund eines in der Nähe brütenden und später vergifteten Rotmilanpärchens ist die Nutzungsdauer vom Landkreis Schaumburg eingeschränkt worden. Der Baubeginn war für September 2020 vorgesehen.